# Jessie Buckland
Jessie Lillian Buckland (9. května 1878 Tumai – 8. června 1939) byla novozélandská fotografka. Narodila se v Tumai nedaleko Palmerstonu ve východním Otagu. Její otec byl politik John Buckland. Zemřela na palubě lodi Tamaroa v jižním Pacifiku.